# Mistrzostwa Azji w Zapasach 1999
Mistrzostwa Azji w zapasach rozegrano w Taszkencie w Uzbekistanie w dniach 25-30 maja 1999 roku.

## Mężczyźni

### styl wolny
| Waga   | Złoto:            | Srebro:             | Brąz:              |
| 54 kg  | Mäulen Mamyrow    | Han Yong-do         | Adhamjon Ochilov   |
| 58 kg  | Ri Yong-sam       | Rusłanbiek Madżynow | Damir Zachartdinow |
| 63 kg  | Ali Akbar Dodange | Ramil Isłamow       | Kim Il-kwang       |
| 69 kg  | Igor Kupiejew     | Takahiro Wada       | Sujeet Maan        |
| 76 kg  | Rusłan Chinczagow | Nurbek Izabekow     | Giennadij Łalijew  |
| 85 kg  | Asłan Sanakojew   | Äbyl Sułtanbekow    | Tatsuo Kawai       |
| 97 kg  | Ali Reza Hejdari  | Isłam Bajramukow    | Sosłan Frajew      |
| 130 kg | Ali Reza Rezaji   | Gieorgij Kajsynow   | Chen Xingqiang     |

### styl klasyczny
| Waga   | Złoto:              | Srebro:                  | Brąz:                      |
| 54 kg  | Sim Gwon-ho         | Shamsiddin Xudoyberdiyev | Rakymżan Äsembekow         |
| 58 kg  | Kim In-seop         | Jurij Mielniczenko       | Dilshod Aripov             |
| 63 kg  | Mychitar Manukian   | Bahodir Qurbonov         | Lee Tae-ho                 |
| 69 kg  | Son Sang-pil        | Ruslan Biktyakov         | Yi Shanjun                 |
| 76 kg  | Kim Jin-su          | Yuriy Vitt               | Takamitsu Katayama         |
| 85 kg  | Raatbek Sanatbajew  | Zafarxon Ochilov         | Mohammad Nikunahad Hosejni |
| 97 kg  | Siergiej Matwijenko | Feng Fuming              | Mahdi Szarabijani          |
| 130 kg | Shuhrat Saʼdiyev    | Ali Reza Gharibi         | Zhao Hailin                |

## Kobiety

### styl wolny
| Waga  | Złoto:           | Srebro:          | Brąz:             |
| 46 kg | Miyū Yamamoto    | Yin Min          | Galina Ataýewa    |
| 51 kg | Atsuko Shinomura | Li Xiaoming      | Wu Li-chuan       |
| 56 kg | Yuka Mitadera    | Cao Haying       | Lee Na-rae        |
| 62 kg | Ari Suzuki       | Olesýa Nazarenko | Meng Lili         |
| 68 kg | Sha Ling-li      | Reiko Sumiya     | Nadežda Želtakowa |
| 75 kg | Taeko Tomioka    | Jana Panowa      | Wu Huei-li        |